# Sergiu și Vah
Sergiu (sau Serghie) și Vah (sau Bacchus) au fost soldați romani creștini din secolul al IV-lea venerați ca sfinți și martiri de către Bisericile Catolică, Ortodoxă și Ortodoxă Orientală. Ziua lor de prăznuire este 7 octombrie.
Potrivit hagiografiei lor, Sergiu și Vah au fost ofițeri în armata lui Galerius și s-au aflat la mare cinste până când s-a aflat că practicau creștinismul în secret. Ei au fost apoi pedepsiți sever, Vah a murit în timpul torturii, iar Sergiu a fost în cele din urmă decapitat. Cu toate acestea, din cauza anacronismelor istorice, hagiografia lor este considerat anistorică.
Serghie și Vah au fost foarte populari în Antichitatea târzie, iar biserici în cinstea lor au fost construite în mai multe orașe, inclusiv la Constantinopol și la Roma. Prietenia strânsă dintre cei doi este evidențiată în hagiografii și tradiții, ceea ce-i face să fie considerați unul dintre cele mai faimoase exemple de perechi de sfinți. Această apropiere l-a determinat pe istoricul John Boswell să sugereze că relația lor a fost una romantică; deși alți istorici au respins această teorie, ea a condus la venerarea populară a lui Serghie și Vah în comunitățile de homosexuali creștini.
În mănăstirea aferentă Bisericii Santi Sergio e Bacco din Roma a trăit episcopul Inocențiu Micu-Klein după retragerea sa de la Blaj.

## Legendă
Povestea sfinților este relatată în textul grecesc cunoscut sub numele de Patimile lui Serghie și Vah. Martiriul lor ar avea loc potrivit acestei relatări în timpul domniei împăratului roman Galerius (305-311), deși povestea conține o serie de contradicții și nepotriviri care face dificilă această datare. Textul ar data de la mijlocul secolului al V-lea.
Potrivit textului, Serghie și Vah erau cetățeni romani și ofițeri de rang înalt în Armata Romană, dar s-a descoperit că erau creștini atunci când au încercat să evite să însoțească un funcționar roman într-un templu păgân, împreună cu restul gărzii sale de corp. După ce au refuzat să aducă ofrande lui Jupiter în prezența lui Galerius, ei au fost umiliți public: au fost înlănțuiți, îmbrăcați în haine femeiești și purtați prin oraș. Galerius i-a trimis apoi la Barbalissos în Mesopotamia pentru a fi convinși să renunțe la creștinism de Antiochus, comandantul militar de acolo și un vechi prieten al lui Serghie. Antiochus nu a putut să-i convingă să renunțe la credința lor, iar Vah a fost bătut până la moarte. Spiritul lui Vah i-a apărut a doua zi lui Serghie și l-a încurajat să rămână puternic pentru ca ei să rămână împreună pentru totdeauna. În următoarele zile, Serghie a fost, de asemenea, torturat și în cele din urmă executat la Resafa, unde moartea lui a fost marcată de întâmplări miraculoase.

## Existență reală
Patimile, text plin de apariții supranaturale și anacronisme istorice, a fost respins ca o sursă istorică de încredere. Lucrarea a fost datată la mijlocul secolului al V-lea și nu există nici o altă dovadă pentru cultul lui Serghie și Vah înaintea anului 425, la peste un secol după ce s-a spus că ar fi murit. Ca atare, există îndoieli serioase cu privire la existența lor reală.
Nu există nicio dovadă solidă pentru folosirea unei schola gentilium de către Galerius sau de orice alt împărat înainte de Constantin I și, având în vedere faptul că persecutarea creștinilor începuse în armată cu mult timp înainte, este foarte puțin probabil că practicanți în secret al creștinismului ar fi putut pătrunde în garda imperială. În cele din urmă, nu există dovezi care să susțină existența unor călugări care trăiau în apropiere de Eufrat în secolul IV-lea și care, așa cum se afirmă în Patimile, ar fi recuperat trupul lui Vah.
În schimb, savantul italian Pio Franchi de Cavalieri a susținut că Patimile lui Serghie și Vah s-a bazat pe un text anterior pierdut despre patimile lui Juventinus și Maximinus, doi sfinți martirizați în timpul domniei împăratului Iulian Apostatul în 363. El a menționat în special că pedeapsa defilării prizonierilor îmbrăcați în haine femeiești reflectă modul de tratament al soldaților creștini din timpul lui Iulian. Istoricul David Woods observă în continuare că Historia Nova a lui Zosimos include o descriere a pedepsirii de către Iulian a militarilor dezertori într-o manieră identică, întărind în continuare argumentul că autorul Patimilor lui Serghie și Vah a preluat materialul din poveștile martirilor din vremea lui Iulian, mai degrabă decât din poveștile martirilor din vremea lui Galerius.
Woods susține că tradiția martiriului sfinților este o invenție ulterioară atașată unor relicve obscure din secolul al V-lea și că Patimile este un text ficțional compus după ce cultul lor a devenit popular. El concluzionează că "martirii Serghie și Vah nu au existat în realitate".

## Popularitate și venerare
Cinstirea celor doi sfinți datează din secolul al V-lea. Un altar dedicat lui Serghie a fost construit la Resafa (redenumit Sergiopolis în jurul anului 425), dar nu există nici o dovadă că ar fi existat un cult mai vechi al său sau al lui Vah. Cultul lor s-a dezvoltat rapid la începutul secolului al V-lea, în perioada de extindere a cultului martirilor, mai ales a martirilor militari. Altarul din Resafa a fost construit din chirpici la porunca episcopului Alexandru de Hierapolis. Pasiunea a fost datat de la mijlocul secolului al V-lea, pe motiv că acesta descrie construirea unui astfel de altar ca și cum ar fi un eveniment petrecut relativ recent. Altarul original a fost înlocuit cu o structură de piatră, mai rezistentă, în anul 518; acest nou altar a fost patronat de către importante personalități politice, inclusiv împăratul roman Iustinian I, regele Khosrau al II-lea al Persiei Sasanide și Al-Mundhir, conducător al gassanizilor.
În mod tradițional, sărbătoarea sfinților Serghie și Vah a fost celebrată pe 7 octombrie în Occident. În calendarul tridentin ei erau sărbătoriți în aceeași zi cu Papa Marcu și cu martirii Marcellus și Apuleius. În 1716 această zi a devenit sărbătoarea Sfintei Fecioare Maria, Regina Rozariului, iar comemorarea lui Serghie, Vah și a celorlalți sfinți a fost mutată pe 8 octombrie. Sărbătorirea lor a fost restabilită pe data de 7 octombrie, în 1969.
În Imperiul Bizantin, ei au fost venerați ca protectori ai armatei. Împăratul Iustinian I le-a dedicat o mare biserică de mănăstire din Constantinopol, Mica Hagia Sophia, probabil în 527. Potrivit legendei, în timpul domniei lui Iustin I, nepotul său, Iustinian, a fost acuzat de complot împotriva tronului și a fost condamnat la moarte, dar a evitat după exemplul Sfinților Serghie și Vah să apară în fața lui Iustin și să-și pledeze nevinovăția. El a fost eliberat și i s-a redat titlul de cezar, iar în semn de recunoștință a promis că le va dedica celor doi sfinți o biserică odată ce va ajunge împărat. Construirea acestei biserici a Sfinților Serghie și Vah, între 527 și 536 AD (cu doar puțin timp înainte de construirea Catedralei Sfânta Sofia între 532 și 537), a fost una dintre primele activități ale domniei lui Iustinian I.
Serghie a fost un sfânt foarte popular în Siria și Peninsula Arabică. Orașul Resafa, care a devenit un sediu episcopal, a primit numele de Sergiopolis și a păstrat moaștele sfântului într-o bazilică fortificată. Resafa s-a dezvoltat în timpul împăratului Iustinian și a devenit unul dintre cele mai mari locuri de pelerinaj din Orient. Au fost construite multe alte biserici dedicate sfântului Serghie, sărbătorit uneori împreună cu Vah. Biserica Santi Sergio e Bacco a fost construită în Roma în secolul al IX-lea. Arta creștină îi reprezintă pe cei doi sfinți ca soldați în haine militare, cu ramuri de palmier în mâini. Sărbătoarea lor este pe 7 octombrie, iar în "Liber Sacramentarium" al Papei Ghelasie au o  liturghie proprie. Nomazii din deșert îl consideră pe Serghie drept sfânt patron.
Potrivit tradițiilor Bisericii Armene, Serghie, sau Sarkis, a fost venerat ca un general creștin în Armata Romană. El a fost martirizat împreună cu fiul său, Martyros, pentru mărturisirea credinței lor în Hristos. Sărbătoarea este precedată de o perioadă de trei zile de post.
Regina Elena de Anjou, soția lui Ștefan Uroș I al Serbiei, a ctitorit în secolul al XIII-lea Mănăstirea Shirgj (Mănăstirea Sfântul Sergiu), în prezent monument istoric din Albania.
Prietenia strânsă dintre cei doi este evidențiată puternic în hagiografie și în tradiții, ceea ce-i face să fie considerați unul dintre cele mai faimoase exemple de perechi de sfinți; cercetătorul John Boswell îi consideră cel mai influent model de astfel de sfinți, mai mult chiar decât Sfinții Petru și Pavel. În Same-Sex Unions in Premoderne Europe, Boswell argumentează că relația dintre Serghie și Vah poate fi înțeleasă ca având o latură romantică, menționând că cel mai vechi text al martirologiei lor îi descrie ca erastai, termen ce poate fi tradus ca "iubiți". El a sugerat că cei doi chiar au fost uniți printr-o ceremonie cunoscută sub numele de adelphopoiesis sau prindere ca frați de cruce, pe care-l considera o formă creștin timpurie de parteneriat între două persoane de același sex, consolidând un punct de vedere propriu despre o atitudine creștină tolerantă față de homosexualitate. Metodologia istorică și concluziile lui Boswell au fost contestate de mulți istorici.
Ca urmare a studiului publicat de Boswell, Serghie și Vah au început să fie venerați de comunitățile de homosexuali creștini. O icoană din 1994 a sfinților Serghie și Vah realizată de iconograful franciscan homosexual Robert Lentz, expusă pentru prima oară la Parada Gay din Chicago, a devenit un popular simbol gay.